# Jan Řehoř Greger
Jan Řehoř Greger, (uváděn též jako Gregor Greger, 13. března 1802, Přečaply – 1835 Vídeň) byl český malíř a grafik.

## Život
Narodil se jako syn Josefa Gregera, učitele v Přečaplech a manželky Elisabeth, rozené Kochbauerové. V letech 1821–1827 studoval na pražské Akademii. Působil střídavě v Praze a ve Vídni.

## Dílo
Je autorem četných vedut českých měst, zámků a hradů (Kunžvart, Egerberk, Český Krumlov). Jeho dílo je zastoupeno ve sbírkách Galerie středočeského kraje v Kutné Hoře a Lichtenštejnského knížectví ve Vaduzu.
Ve Vídni mu svěřil litograf Friedrich Adolph Kunike (1777–1838) ztvárnění nejméně 47 míst z Čech, Moravy a Slezska pro své album  Mahlerische Darstellung aller vorzüglicher Schloesser und Ruinen der oesterreichischen Monarchie.
Ottův slovník naučný uvádí dále jeho kopie děl podle známých malířů (Raffael Santi). Jeho zátiší Letní květiny ve váze s broskvemi, jablky, hruškami a vlašskými ořechy na stole prodal v roce 1999 aukční dům Christie's za 4'600 GBP.

## Galerie

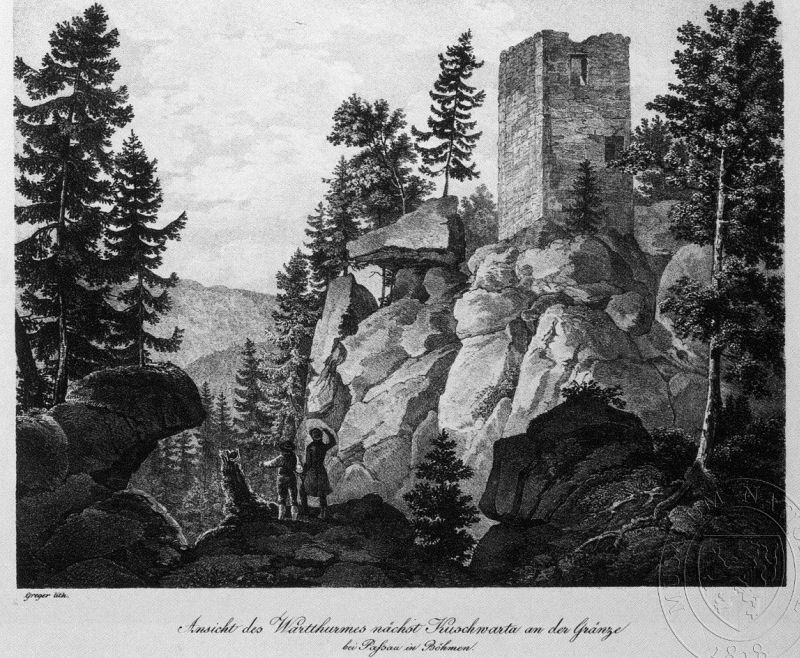
Kunžvart (kolem 1830)
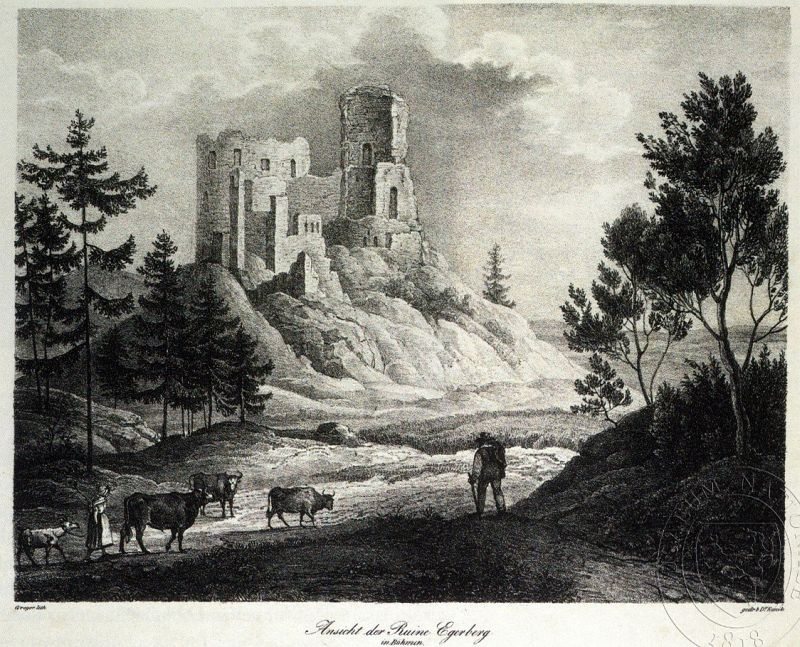
Egerberk (kolem 1830)
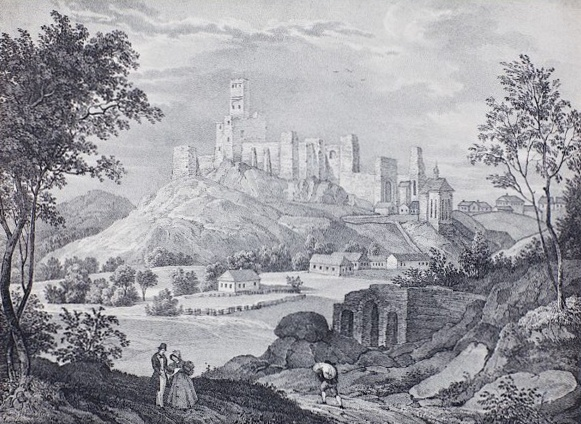
Rabí (1830)
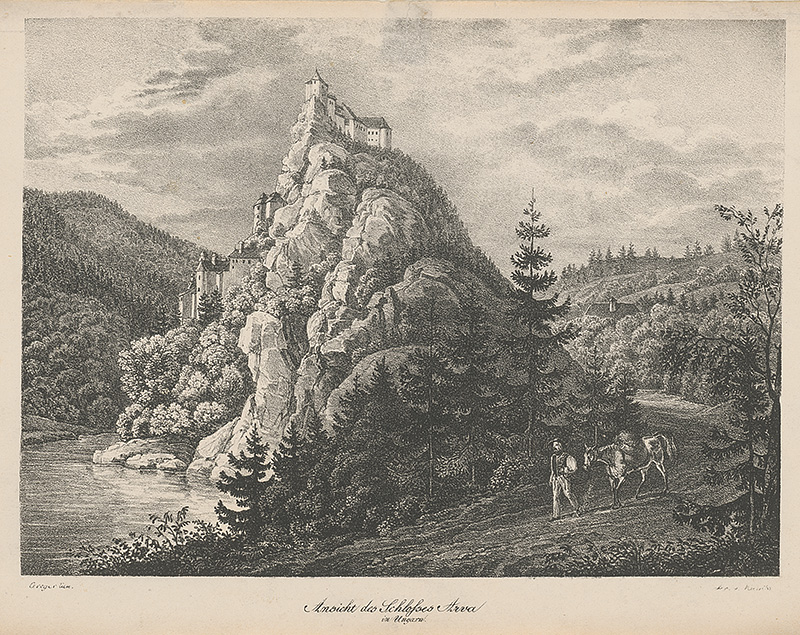
Oravský hrad
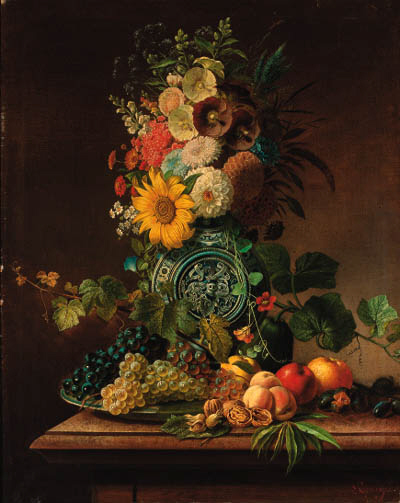
Letní květiny ve váze s broskvemi, jablky, hruškami a vlašskými ořechy na stole